# Gand-Wevelgem 1993
La 55e édition de Gand-Wevelgem a eu lieu le 7 avril 1993. La course est remportée par l'Italien Mario Cipollini (GB-MG Boys Maglificio-Bianchi), il est suivi dans le même temps par le Belge Eric Vanderaerden (Wordperfect) et par l'Ouzbèke Djamolidine Abdoujaparov (Lampre-Polti). Sur les 182 partants, 61 coureurs terminent la course de 210 km.
Le parcours de la course est modifié, avec un léger passage en France. Les coureurs escaladent le Kemmel et trois fois le mont Cassel, pour un total de 24 monts. Les organisateurs espèrent ainsi éviter la monotonie d'une course menant systématiquement à un sprint massif.
Djamolidine Abdoujaparov avait franchi le premier la ligne lors des deux dernières éditions, mais avait été déclassé en Gand-Wevelgem 1992 au profit de Mario Cipollini en raison d'un sprint irrégulier.
La course est perturbée par la pluie, qui refroidit les ardeurs des concurrents. Au deuxième passage du mont Cassel, un peloton d'une quarantaine de coureurs se détache. Les équipiers de Mario Cipollini contrôlent les tentatives d'échappée, notamment celle de Maurizio Fondriest. Franco Ballerini puis Johan Museeuw, vainqueur trois jours plus tôt du Tour des Flandres, lancent le sprint du Toscan, qui s'impose sans contestation.

## Classement final
.
| \| Classement général \| Classement général \| Classement général \| Classement général \| Classement général \| \| Coureur \| Coureur \| Pays \| Équipe \| Temps \| \| ------------------ \| ------------------------ \| ------------------ \| -------------------------------- \| ------------------ \| \| 1er \| Mario Cipollini \| Italie \| GB-MG Boys Maglificio-Bianchi \| 5 h 23 min 10 s \| \| 2e \| Eric Vanderaerden \| Belgique \| Wordperfect \| + 0 s \| \| 3e \| Djamolidine Abdoujaparov \| Ouzbekistan \| Lampre-Polti \| + 0 s \| \| 4e \| Frédéric Moncassin \| France \| Wordperfect \| + 0 s \| \| 5e \| Olaf Ludwig \| Allemagne \| Telekom-Merckx \| + 0 s \| \| 6e \| Johan Capiot \| Belgique \| TVM-Bison Kit \| + 0 s \| \| 7e \| Laurent Jalabert \| France \| ONCE \| + 0 s \| \| 8e \| Wilfried Nelissen \| Belgique \| Novemail-Histor-Laser Computer \| + 0 s \| \| 9e \| Michele Bartoli \| Italie \| Mercatone Uno-Zucchini-Medeghini \| + 0 s \| \| 10e \| Adriano Baffi \| Italie \| Mercatone Uno-Zucchini-Medeghini \| + 0 s \| |                          |             |                                  |                 |
| |                          |             |                                  |                 |
| Sources : ProCyclingStats Cycling Archives |                          |             |                                  |                 |
| Classement général |                          |             |                                  |                 |
| Coureur | Coureur                  | Pays        | Équipe                           | Temps           |
| 1er | Mario Cipollini          | Italie      | GB-MG Boys Maglificio-Bianchi    | 5 h 23 min 10 s |
| 2e | Eric Vanderaerden        | Belgique    | Wordperfect                      | + 0 s           |
| 3e | Djamolidine Abdoujaparov | Ouzbekistan | Lampre-Polti                     | + 0 s           |
| 4e | Frédéric Moncassin       | France      | Wordperfect                      | + 0 s           |
| 5e | Olaf Ludwig              | Allemagne   | Telekom-Merckx                   | + 0 s           |
| 6e | Johan Capiot             | Belgique    | TVM-Bison Kit                    | + 0 s           |
| 7e | Laurent Jalabert         | France      | ONCE                             | + 0 s           |
| 8e | Wilfried Nelissen        | Belgique    | Novemail-Histor-Laser Computer   | + 0 s           |
| 9e | Michele Bartoli          | Italie      | Mercatone Uno-Zucchini-Medeghini | + 0 s           |
| 10e | Adriano Baffi            | Italie      | Mercatone Uno-Zucchini-Medeghini | + 0 s           |